# 紫腹蜂鸟
紫腹蜂鸟（学名：Chlorestes julie）是雨燕目蜂鸟科的一种鸟类。
紫腹蜂鸟体重约3.3克，翼长约43.1毫米，嘴峰长约16毫米，喙宽度约1毫米，喙厚度约1.6毫米，跗蹠长约4.1毫米，尾长约26毫米。紫腹蜂鸟在其分布区内为留鸟，其栖息在密集的高大树木组成的森林中，食性为草食性，主要食物来源是植物的花蜜。

## 亚种
- ：分布于巴拿马中部。
- ：分布于哥伦比亚北部。
- ：分布于哥伦比亚西南部至厄瓜多尔西部和秘鲁极西北部。[4]